# Dekanat Friedrichshafen
Das Dekanat Friedrichshafen ist eines von 25 Dekanaten in der römisch-katholischen Diözese Rottenburg-Stuttgart. Der Dekanatssitz befindet sich in Friedrichshafen.

## Geographie
Das Gebiet des Dekanats umschließt den bis 1945 zum Land Württemberg gehörenden und daher östlichen Teil des Bodenseekreises mit den Gemeinden: Friedrichshafen, Meckenbeuren, Tettnang, Oberteuringen, Langenargen, Eriskirch, Kressbronn am Bodensee und Neukirch. Das Dekanat Friedrichshafen grenzt im Norden an das Dekanat Allgäu-Oberschwaben, im Osten an das Dekanat Lindau (Diözese Augsburg), und im Westen an das Dekanat Linzgau (Erzdiözese Freiburg). Im Süden wird das Dekanat durch den Bodensee abgegrenzt. Südlich des Bodensees liegen die Dekanate St. Gallen und Thurgau im Schweizer Bistum Basel.

## Gliederung
Das Dekanat gliedert sich in acht Seelsorgeeinheiten und 31 Kirchengemeinden und hat ein Katholikenzahl von ca. 49.000. Dekan des Dekanats Friedrichshafen ist seit 2018 Bernd Herbinger.
Seit Gründung des Dekanats 1972 waren Monsignore Robert Steeb, Pfarrer von St. Nikolaus in Friedrichshafen, Monsignore Erich Legler, Pfarrer von St. Columban in Friedrichshafen, Franz Scheffold, Pfarrer von St. Martinus in Langenargen und St. Wendelinus in Oberdorf und von 2004 bis 2018 Reinhard Hangst, Pfarrer der Gemeinden im Argental die Dekane.
Die Seelsorgeeinheiten sind:
- Friedrichshafen-Mitte
(Gemeinden: St. Nikolaus, kroatische muttersprachliche Gemeinde Sv. Leopold Mandič, St. Columban, St. Petrus Canisius, italienische muttersprachliche Gemeinde Sta. Caterina da Siena)
- Friedrichshafen-Nord
(Gemeinden: Mariä Geburt, Friedrichshafen-Jettenhausen, St. Nikolaus, Friedrichshafen-Berg, Zum Guten Hirten, Friedrichshafen-Löwental)
- Friedrichshafen-West
(Gemeinden: St. Magnus, Friedrichshafen-Fischbach, St. Peter und Paul, Friedrichshafen-Schnetzenhausen)
- Ailingen/Ettenkirch/Oberteuringen
(Gemeinden: St. Johannes Baptist; Friedrichshafen-Ailingen, St. Petrus und Paulus, Friedrichshafen-Ettenkirch, St. Martin, Oberteuringen)
- Meckenbeuren
(Gemeinden: St. Maria, Meckenbeuren; St. Verena, Kehlen; St. Jakobus Maior, Brochenzell)
- Seegemeinden
(Gemeinden: Mariä Himmelfahrt, Eriskirch; Zu Unserer Lieben Frau, Mariabrunn; St. Martin, Langenargen; St. Wendelinus, Oberdorf; Maria Hilfe der Christen, Kressbronn; St. Gallus, Gattnau)
- Argental
(Gemeinden: St. Martinus, Goppertsweiler; St. Margaretha, Obereisenbach; St. Georg, Krumbach; St. Martinus, Tannau, St. Petrus und Paulus; Laimnau, St. Dionysius, Hiltensweiler; St. Maria Rosenkranzkönigin, Neukirch; St. Georg, Wildpoltsweiler)
- Tettnang
(Gemeinde: St. Gallus)